# Ecnomus macrolobus
Ecnomus macrolobus är en nattsländeart som beskrevs av G. Marlier 1965. Ecnomus macrolobus ingår i släktet Ecnomus och familjen trattnattsländor. Inga underarter finns listade i Catalogue of Life.